# Орява (село)
Орява (укр. Орява) — село в Козёвской сельской общине Стрыйского района Львовской области Украины.
Население по переписи 2001 года составляло 633 человека. Занимает площадь 3,3 км². Почтовый индекс — 82640. Телефонный код — 3251.